# Blijf bij mij (Volumia!)
Blijf bij mij is een single van de Nederlandse band Volumia! uit 1999. Het stond in hetzelfde jaar als tweede track op het album Wakker.

## Achtergrond
Blijf bij mij is geschreven door Dinand Woesthoff, Xander de Buisonjé en Han Kooreneef en geproduceerd door Haro Slok en Henkjan Smits. Het lied was een soort weddenschap tussen Smits en Woesthoff van Kane, of hij wel een nummer voor Volumia! kon schrijven. Hij rekende niet meer op een resultaat maar Woesthoff kwam toch met een demo aanzetten. Smits vond vooral de tekstloze koortjes aardig. Het nummer werd na bewerking opgenomen, achteraf was Woesthoff verbaasd; hij was er vanuit gegaan dat die koortjes wel vervangen zouden worden door koperblazers. Het is een nederpopnummer waarin de liedverteller zijn geliefde vraagt voor altijd bij hem te blijven. Het is een uptempo lied, wat in contrast staat met eerdere hits van de popgroep. B-kant van de single is De ideale vrouw.

## Hitnoteringen
Het lied behaalde in Nederland de twee grootste hitlijsten. In de Top 40 reikte het tot de veertiende plaats in de acht weken dat het in deze lijst stond. De piekpositie in de Mega Top 100 was de achttiende plek. Het was veertien weken in de lijst te vinden. De Vlaamse Ultratop 50 werd niet gehaald, maar het bleef steken op de tiende plek van de Vlaamse Ultratop 100.